# Janikowo (gmina)
Janikowo – gmina miejsko-wiejska w Polsce położona w województwie kujawsko-pomorskim, w powiecie inowrocławskim. W latach 1976–1998 gmina administracyjnie należała do województwa bydgoskiego.
Siedzibą gminy jest Janikowo.
Według danych z 31 grudnia 2008, gminę zamieszkiwało 13 745 osób. Natomiast według danych z 31 grudnia 2017 roku gminę zamieszkiwało 13 270 osób.
Według danych z 31 grudnia 2019 roku gminę zamieszkiwało 13 067 osób.

## Historia
Wiejska gmina Janikowo powstała 15 stycznia 1976 w wojewdztwie bydgoskim z części obszarów trzech gmin:
- Mogilno (obszary sołectw: Broniewice, Dobieszewice, Kołodziejewo, Sosnowiec, Trląg i Wierzejewice),
- Pakość (obszary sołectw: Kołuda Mała i Sielec bez miejscowości Węgierce),
- Strzelno (obszary sołectw: Ludzisko i Ołdrzychowo).

1 stycznia 1992 połączono ją z miastem Janikowem w jedną gminę miejsko-wiejską.

## Struktura powierzchni
Według danych z roku 2002 gmina Janikowo ma obszar 92,3 km², w tym:
- użytki rolne: 79%
- użytki leśne: 2%

Gmina stanowi 7,54% powierzchni powiatu.

## Demografia

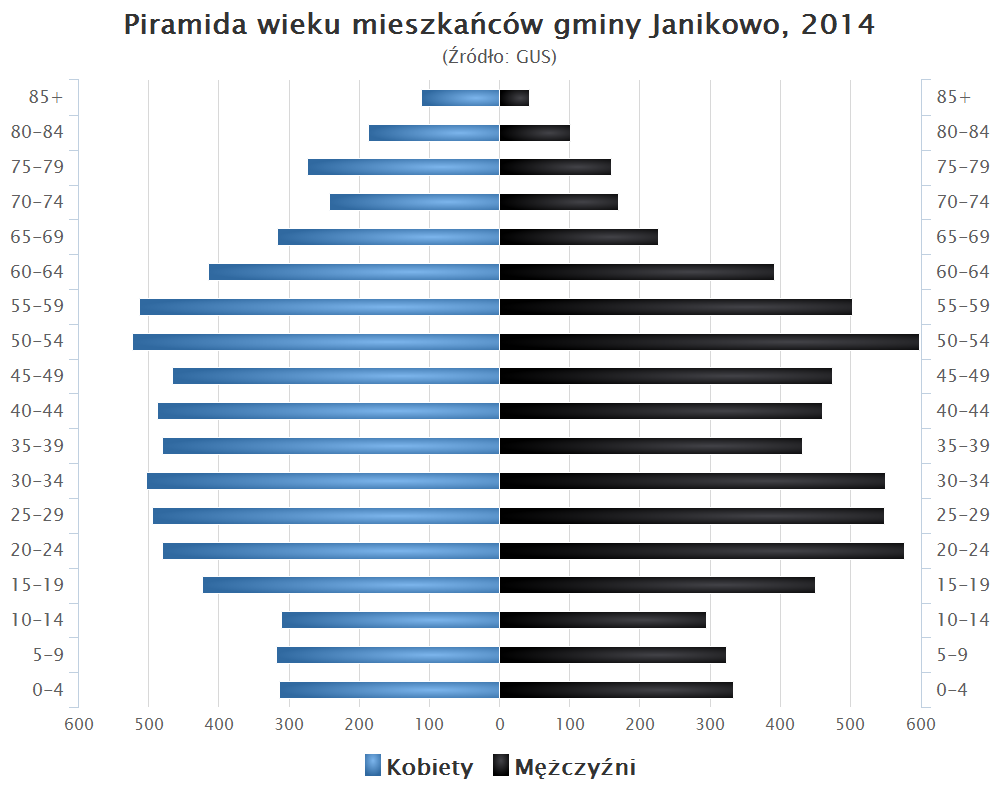
Piramida wieku mieszkańców gminy Janikowo w 2014 roku

Dane z 31 grudnia 2008:
| Opis                              | Ogółem | Ogółem | Kobiety | Kobiety | Mężczyźni | Mężczyźni |
| --------------------------------- | ------ | ------ | ------- | ------- | --------- | --------- |
| jednostka                         | osób   | %      | osób    | %       | osób      | %         |
| populacja                         | 13 745 | 100    | 6991    | 50,9    | 6754      | 49,1      |
| gęstość zaludnienia (mieszk./km²) | 148,9  | 148,9  | 75,7    | 75,7    | 73,1      | 73,1      |

## Zabytki
Wykaz zarejestrowanych zabytków nieruchomych na terenie gminy:
- zespół pałacowy w Broniewicach, obejmujący: pałac z 1880; park, nr 194/A z 15.01.1986 roku
- zespół pałacowy z drugiej połowy XIX w. w miejscowości Głogówiec, obejmujący: pałac z 1924; park; folwark, nr 135/A z 15.06.1985 roku
- kościół parafii pod wezwaniem św. Jana Chrzciciela z 1460 roku w Janikowie, nr 123/31 AK z 11.03.1931 roku
- zespół dworski z końca XIX w. w Kołodziejewie, obejmujący: dwór; park, nr 186/A z 15.01.1986 roku
- zespół pałacowy z połowy XIX w. w Kołudzie Małej, obejmujący: pałac; park; ogrodzenie z bramą, nr A/458/1-3 z 20.10.1995 roku
- zespół dworski w Kołudzie Wielkiej, obejmujący: dwór z 1880; park z połowy XIX w., nr 120/A z 30.09.1985 roku
- zespół kościelny parafii pod wezwaniem św. Mikołaja w Ludziskach, obejmujący: kościół z 1865 roku; cmentarz przykościelny; ogrodzenie, nr A/506/1-3 z 06.05.1998 roku
- kościół parafii pod wezwaniem św. Piotra i Pawła z przełomu XV/XVI w. w Trlągu, nr A/839 z 09.03.1933 roku.

## Miejscowości
Wsie sołeckie: Broniewice, Dębowo, Dobieszewice, Głogówiec, Góry, Kołodziejewo, Kołuda Mała, Kołuda Wielka, Ludzisko, Sielec, Trląg, Wierzejewice
Pozostałe: Balice, Dębina, Dobieszewiczki, Jetanowo, Korytkowo, Nowe Osiedle, Ołdrzychowo, Pałuczyna, Sahara, Skalmierowice, Sosnówiec

## Sąsiednie gminy
Dąbrowa, Inowrocław, Mogilno, Pakość, Strzelno